# Sportsman EP
Sportsman EP (TPCD4) var Lola Barbershops första och enda officiella skiva och släpptes vintern 2000. Det är en EP innehållande 5 spår och släpptes på skivbolaget "Torpedo Records".

## Låtlista
1. Sportsman - 4:44
2. Sometimes - 3:01
3. Sandy - 2:51
4. His First Guitar - 4:01
5. Beach Party - 2:41

## Medverkande
- Anders Johansson: Sång och gitarr
- Per-Olof Stjärnered: Sång och bas
- Andreas Nordström: Trummer och kör
- Anders Nilsson: Gitarr och kör